# Aeromachini
De Aeromachini zijn een geslachtengroep van vlinders in de onderfamilie Hesperiinae van de familie dikkopjes (Hesperiidae).

## Geslachten
- Aeromachus de Nicéville, 1890
- Ampittia Moore, 1881
- Arnetta Watson, 1893
- Baracus Moore, 1881
- Creteus de Nicéville, 1895
- Halpe Moore, 1878
- Halpemorpha Huang, Fan & Chiba, 2019
- Lepella Evans, 1937
- Onryza Watson, 1893
- Pedesta Hemming, 1934
- Pithauria Moore, 1878
- Praethoressa Huang, Chiba & Fan, 2019
- Prosopalpus Holland, 1896
- Sebastonyma Watson, 1893
- Sovia Evans, 1949
- Thoressa Swinhoe, 1913